# Castelló (la Ribera Alta)
Castelló és un municipi del País Valencià situat a la comarca de la Ribera Alta.
En el passat recent ha estat conegut com a Vilanova de Castelló o Castelló de la Ribera i més antigament com a Castelló de Xàtiva, la Vila Nova de Castelló o també molt breument en el segle xviii com a Castelló de Carcaixent. El 8 de setembre del 2020 el Diari Oficial de la Generalitat Valenciana va publicar l'aprovació de la denominació oficial exclusiva en valencià «Castelló».
El gentilici d'aquest municipi, en les seves diferents formes, és castellonenc, castellonenca, castellonencs, castellonenques, gentilici que comparteix amb Castelló de Rugat (la Vall d'Albaida) i Castelló de la Plana. També existeix la forma castelloner, castellonera, castelloners, castelloneres.

## Geografia
Se situa a la confluència dels rius Xúquer i Albaida, en la subcomarca del Baix Albaida. El relleu és totalment pla i tot just sobresurten alguns turons a la part meridional: destaquen les altures de l'Alteró de la Bateria, ja al terme veí de Gavarda, com també les altures del port de Càrcer, la serreta d'Uixera, i la Muntanyeta del Castellet, la qual és coronada per les restes de l'antic castell que va donar el nom al poble, una fortalesa sentinella avançada del castell de Xàtiva. La resta del terme es manté a una altitud mitjana de 30 o 40 m sobre el nivell del mar, i està cobert per sediments plistocens holocens procedents dels rius Xúquer i Albaida.
El clima és de tipus mediterrani.
Des de València, per carretera s'accedix a la localitat a través de l'A-7 per a enllaçar amb la CV-560, o antiga VP1038. També s'hi pot accedir amb la línia 1 del Metro de València, o bé per carreteres comarcals des de les poblacions frontereres.

### Localitats limítrofes
El terme municipal de Castelló limita amb les localitats següents: Alberic, Beneixida, Carcaixent, Gavarda, Manuel, la Pobla Llarga, Sant Joan de l'Ènova i Senyera a la comarca de la Ribera; i Xàtiva i La Llosa de Ranes, a la comarca de la Costera.

## Història
El topònim del poble prové d'una vella torre musulmana que ja devia estar en ruïnes en el moment de la conquesta cristiana. Amb prou feines reconquerit per Jaume I, el lloc passà a dependre de la ciutat de Xàtiva, com ja esdevenia en temps islàmics, per la qual cosa la seua denominació històrica ha estat la de Castelló de Xàtiva.
Participà activament en la guerra de la Unió contra Pere el Cerimoniós; el 1358, Pere IV ordenà esfondrar la torre del Castellet per tal d'evitar que caigués en mans castellanes; en 1486 la seua població morisca no passava de 10 persones; durant la revolta de les Germanies, en la qual també va intervenir, hi havia 90 cases; el 3 d'octubre de 1587, per privilegi de Felip II, es convertí en vila independent, i així culminà un llarg procés de peticions fetes al rei per les autoritats de la vila amb tal fi; el 26 d'agost de 1591, el mateix monarca signa el privilegi per a la construcció de la séquia d'Escalona, que rega les terres del terme i que es va construir en temps del seu fill Felip III; en eixa època ja hi havia vora mil habitants i l'expulsió morisca de 1609 no va afectar la població, ja que des del moment de la conquesta fou repoblada amb cristians vells.
Durant la guerra de Successió va sofrir un saqueig a mans dels borbònics manats pel comte de Mahoní, i en acabar la contesa, i atès que Castelló havia abraçat la causa d'Àustria, es va revocar temporalment el seu caràcter de vila independent, passant a dependre de Carcaixent des de 1708 a 1735; durant el segle xviii les febres tercianes causaren estralls en la població, que malvivia, segons Cavanilles, de l'arròs i de la seda, fins a deixar-la en 1.461 ànimes; el segle xix, la vila va viure la invasió dels dragons francesos del mariscal Suchet; el saqueig dels carlins en 1836 i en 1873; la desamortització del convent dominicà de sant Vicent Ferrer; especialment sagnant fou la guerra de 1936-1939 que hi deixà setanta morts entre ambdós bàndols.

### El conflicte toponímic
El nom del poble va ser objecte de forta polèmica entre els habitants del poble en la darreria del segle xx i el principi del segle xxi. La qüestió toponímica es va polititzar i les posicions s'extremaren. El topònim oficial, després de fortes disputes polítiques i judicials, és a hores d'ara Castelló, d'acord amb el Diari Oficial de la Generalitat Valenciana, de 8 de setembre de 2020.
El topònim oficial ha sofrit una sèrie de canvis a causa de diferents decisions polítiques i judicials:
- 1 de gener de 1900 - 15 d'octubre de 1982: Villanueva de Castellón[9]
- 15 d'octubre de 1982 - 28 d'agost de 1986: Vilanova de Castelló[9]
- 28 d'agost de 1986 - 26 de juliol de 1994: Villanueva de Castellón, segons el BOE[9]
- 26 de juliol de 1994 - 1 d'octubre de 1998: Castelló de la Ribera, segons el DOGV[9]
- 1 d'octubre de 1998 - 4 de maig de 2004: Villanueva de Castellón[9]
- 4 de maig de 2004 - 28 d'abril de 2005: Castelló de la Ribera (Sentència del Tribunal Suprem d'Espanya del 21 d'abril de 2004;[9] publicat al DOGV el 20 de maig de 2004 i, de nou, el 19 de juliol de 2005)[10]
- 28 d'abril de 2005 - 7 de setembre de 2020: Villanueva de Castellón (Sentència núm. 249 del Tribunal Superior de Justícia de la Comunitat Valenciana, del 22 d'abril de 2005)[9]
- 8 de setembre de 2020: Castelló, Diari Oficial de la Generalitat Valenciana, que publica el canvi de nom aprovat per l'Ajuntament.[1][11]

## Demografia
| 1990  | 1992  | 1994  | 1996  | 1998  | 2000  | 2002  | 2004  | 2006  | 2007  |
| ----- | ----- | ----- | ----- | ----- | ----- | ----- | ----- | ----- | ----- |
| 7.062 | 6.978 | 7.041 | 7.089 | 7.030 | 6.950 | 7.189 | 7.239 | 7.379 | 7.493 |

## Economia
La seua economia és bàsicament agrícola, encara que compta amb unes petites indústries. La superfície cultivada és sencerament de regadiu, per mitjà del rec a manta a la major part del terme, i rec motoritzat i rec a goteig a la muntanya. Dins del terme hom troba tarongers, com a principal arbre fruiter, hortalissa de qualsevol tipus, i finalment i en quantitat reduïda, dacsa, arròs i oli. La ramaderia ha desaparegut amb el pas dels anys. El sector industrial compta amb fàbriques de conserves alimentàries, i magatzems de comercialització i exportació de fruites i hortalisses, i algunes altres activitats menors. La indústria castellonera també es fonamenta en el moble i les construccions metàl·liques.

## Política i Govern

### Composició de la Corporació Municipal
El Ple de l'Ajuntament està format per 13 regidors. En les eleccions municipals de 26 de maig de 2019 foren elegits 7 regidors de Gent de Castelló i d'Esquerra-Compromís (GCiE), 3 del Partit Popular (PP), 2 del Partit Socialista del País Valencià (PSPV-PSOE) i 1 d'Esquerra Unida-Seguim Endavant (EUPV).
| Eleccions municipals de 26 de maig de 2019 - Castelló de la Ribera                                                                                  |                                                    |                                     |                                     |        |          |          |
| Candidatura | Candidatura                                        | Candidatura                         | Cap de llista                       | Vots   | Vots     | Regidors |
| | Gent de Castelló i d'Esquerra-Compromís            |                                     | Òscar Noguera Alberola              | 1.903  | 49,96%   | 7 (+3)   |
| | Partit Popular                                     |                                     | Vicenta Caerols Vidal               | 804    | 21,11%   | 3 (-3)   |
| | Partit Socialista del País Valencià-PSOE           |                                     | Hortensia Gómez Llàcer              | 689    | 18,09%   | 2 (+1)   |
| | Esquerra Unida del País Valencià - Seguim Endavant |                                     | Otti Ferrando Barberà               | 357    | 9,37%    | 1 (-1)   |
| | Vots en blanc                                      |                                     |                                     | 56     | 1,47%    |          |
| Total vots vàlids i regidors | Total vots vàlids i regidors                       | Total vots vàlids i regidors        | Total vots vàlids i regidors        | 3.809  | 100 %    | 13       |
| | Vots nuls                                          | Vots nuls                           | Vots nuls                           | 47     | 1,22%    |          |
| Participació (vots vàlids més nuls) | Participació (vots vàlids més nuls)                | Participació (vots vàlids més nuls) | Participació (vots vàlids més nuls) | 3.856  | 70,43%** |          |
| Abstenció | Abstenció                                          | Abstenció                           | Abstenció                           | 1.619* | 29,57%** |          |
| Total cens electoral | Total cens electoral                               | Total cens electoral                | Total cens electoral                | 5.474* | 100 %**  |          |
| Alcalde: Òscar Noguera Alberola (GCiE-Compromís) (15/06/2019) Per majoria absoluta dels vots dels regidors (8 vots: 7 de GCiE-Compromís i 1 d'EUPV) |                                                    |                                     |                                     |        |          |          |
| Fonts: JEC, JEZ Alzira. M. Interior, Periòdic Ara. (* No són vots sinó electors. ** Percentatge respecte del cens electoral.)                       |                                                    |                                     |                                     |        |          |          |

### Alcaldes
Des de 2015 l'alcalde de Castelló és Emilio Óscar Noguera Alberola (GCiE-Compromís).
| Període                       | Alcalde o alcaldessa          | Partit polític | Data de possessió | Observacions |
| ----------------------------- | ----------------------------- | -------------- | ----------------- | ------------ |
| 1979–1983                     | José Beneto Ferrús            |                | 19/04/1979        | --           |
| 1983–1987                     | José Beneto Ferrús            | PSPV-PSOE      | 28/05/1983        | --           |
| 1987–1991                     | Antoni Vizcaíno Puche         | IU-UPV         | 30/06/1987        | --           |
| 1991–1995                     | Antoni Vizcaíno Puche         | EUPV           | 15/06/1991        | --           |
| 1995–1999                     | Josefa Esther Guardiola Gómez | PSPV-PSOE      | 17/06/1995        | --           |
| 1999–2003                     | Alfred Gregori i Puig         | Bloc-EU        | 03/07/1999        | --           |
| 2003–2007                     | Alfred Gregori i Puig         | Entesa         | 14/06/2003        | --           |
| 2007–2011                     | Alfred Gregori i Puig         | EUPV-Verds     | 16/06/2007        | --           |
| 2011–2015                     | Salvador Álvarez Carbonell    | PP             | 11/06/2011        | --           |
| 2015–2019                     | Emilio Óscar Noguera Alberola | GCiE-Compromís | 13/06/2015        | --           |
| 2019-2023                     | Emilio Óscar Noguera Alberola | GCiE-Compromís | 15/06/2019        | --           |
| Des de 2023                   | Horte Gómez Llacer            | PSPV-PSOE      | 17/06/2023        | --           |
| Fonts: Generalitat Valenciana |                               |                |                   |              |

## Monuments
- Església de l'Assumpció. Edificada en el segle xv, tenia una torre d'estil romànic que va resultar destruïda durant un terratrèmol durant el segle xix.
- Ermita de Santa Bàrbara.
- Ermita de la Sang de Crist.
- Ermita de Santa Anna. Situada sobre el Greu de Saliva. Data del segle xv i és molt restaurada, amb la qual els elements del gòtic català es limiten a la portalada i la planta bàsica.
- Col·legi Sant Doménec. Col·legi de Dominiques, amb més de 100 anys d'història, obra de Joaquín María Arnau Miramón. Se situa en ple nucli urbà.
- Mercat.

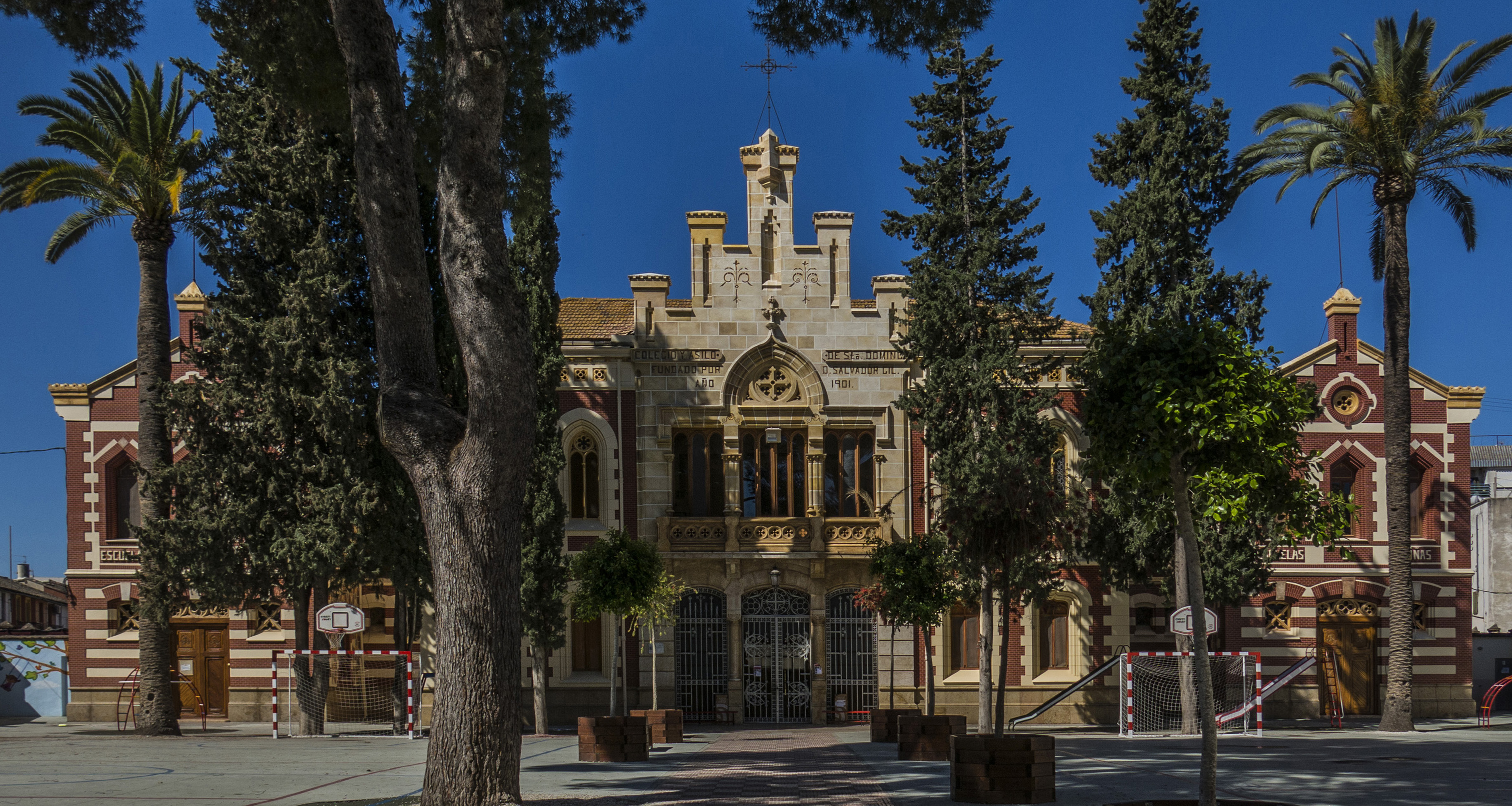
Col·legi de Sant Doménec.
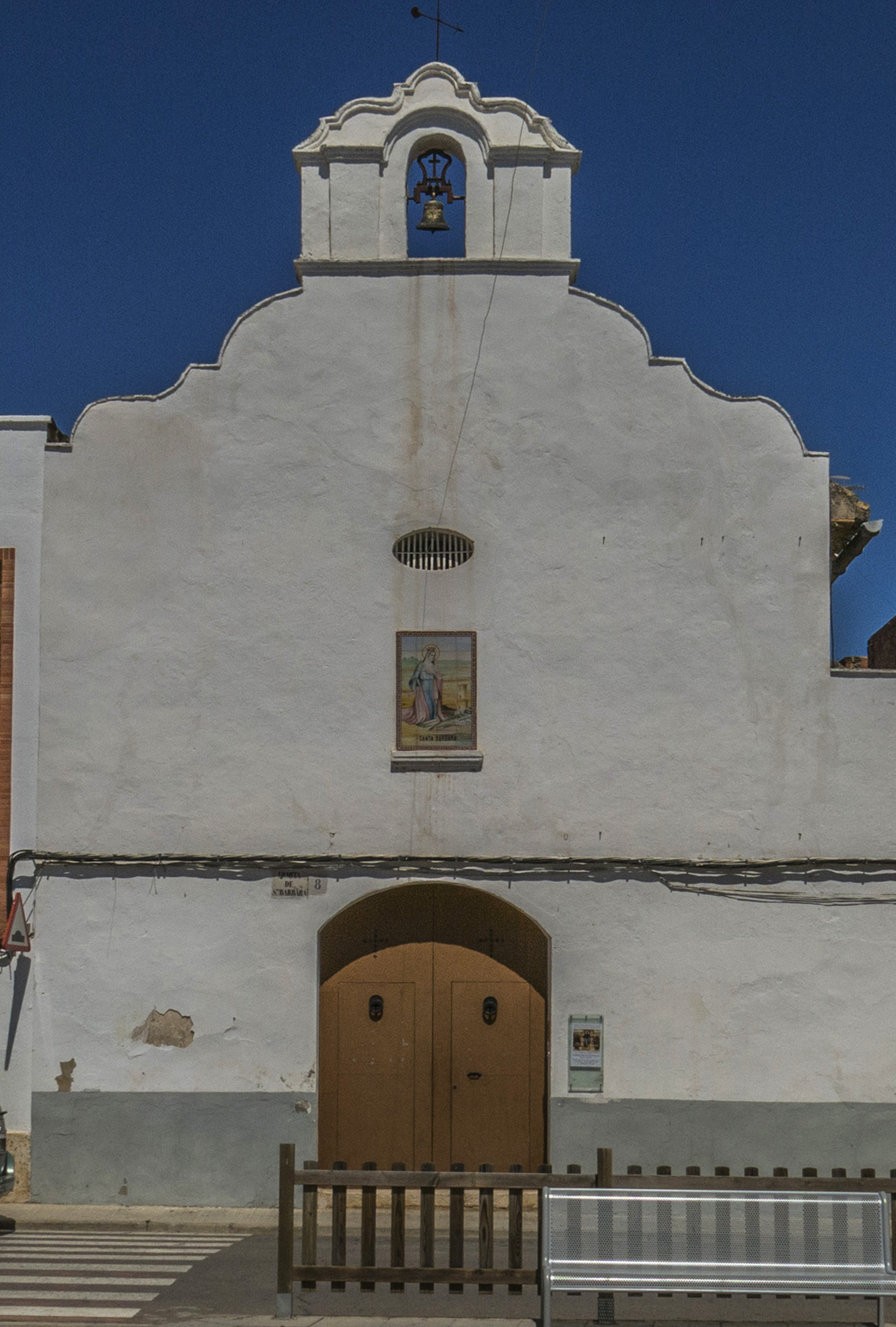
Ermita de Santa Bàrbara.
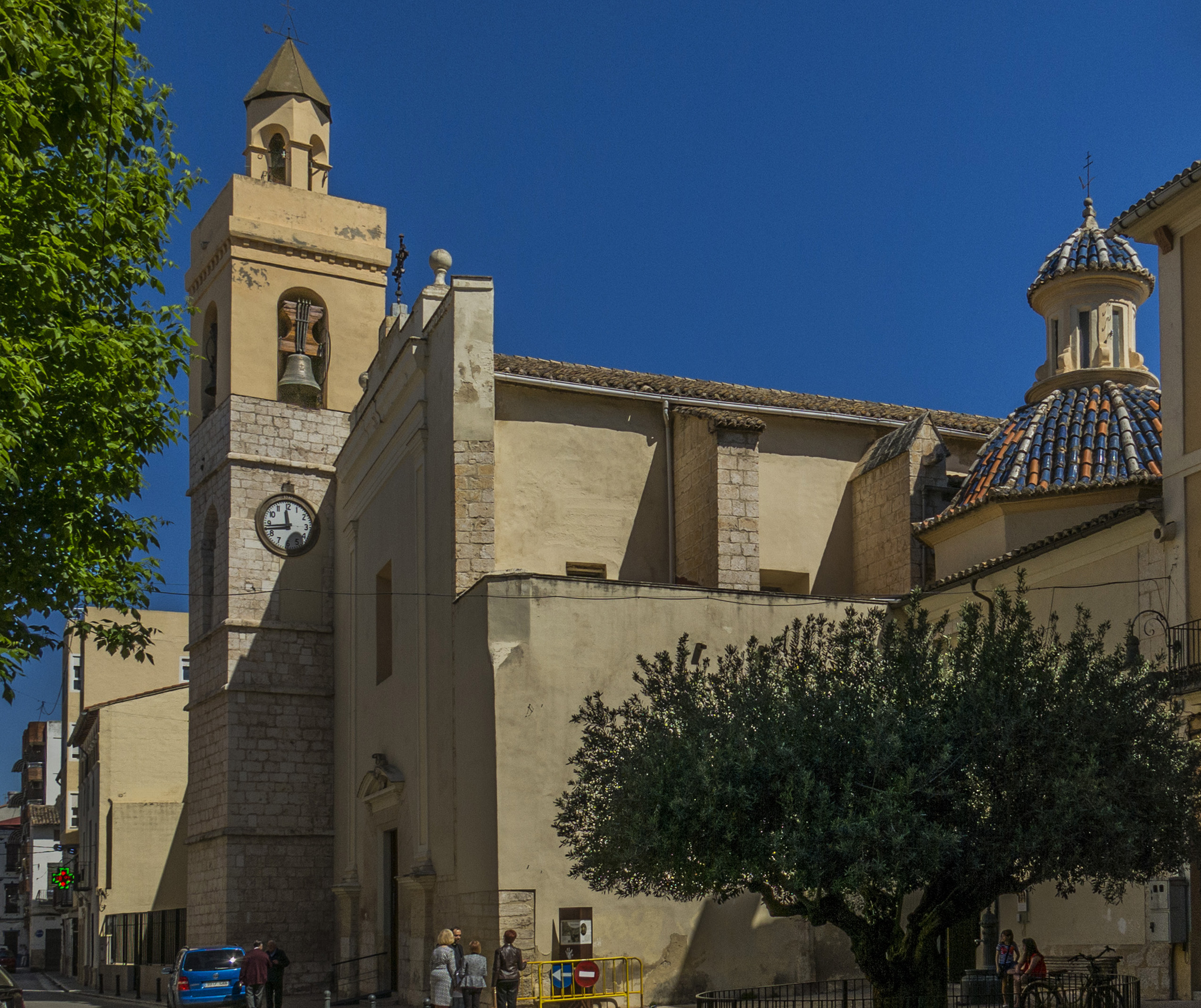
Església de l'Assumpció.
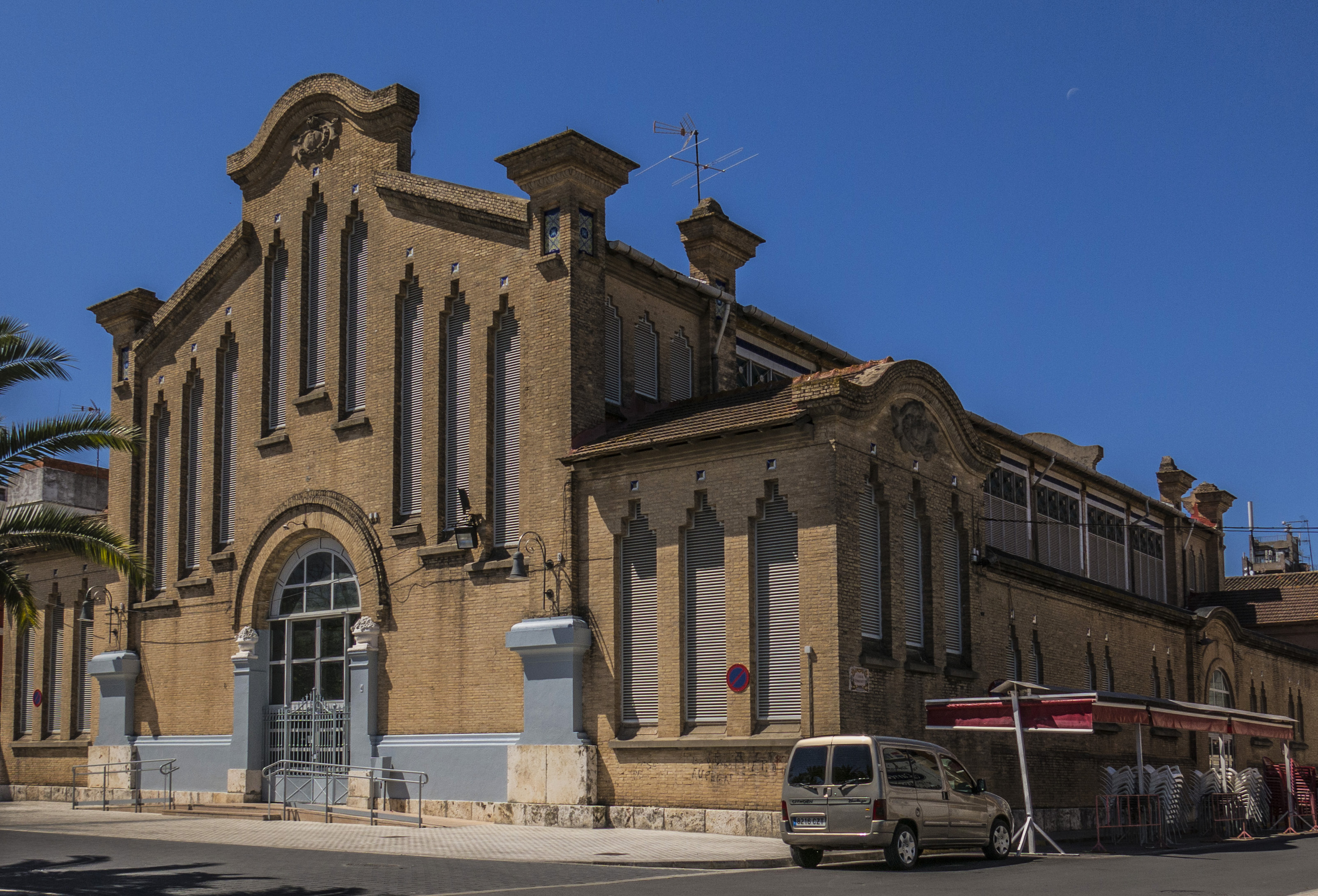
Mercat

## Llocs d'interés

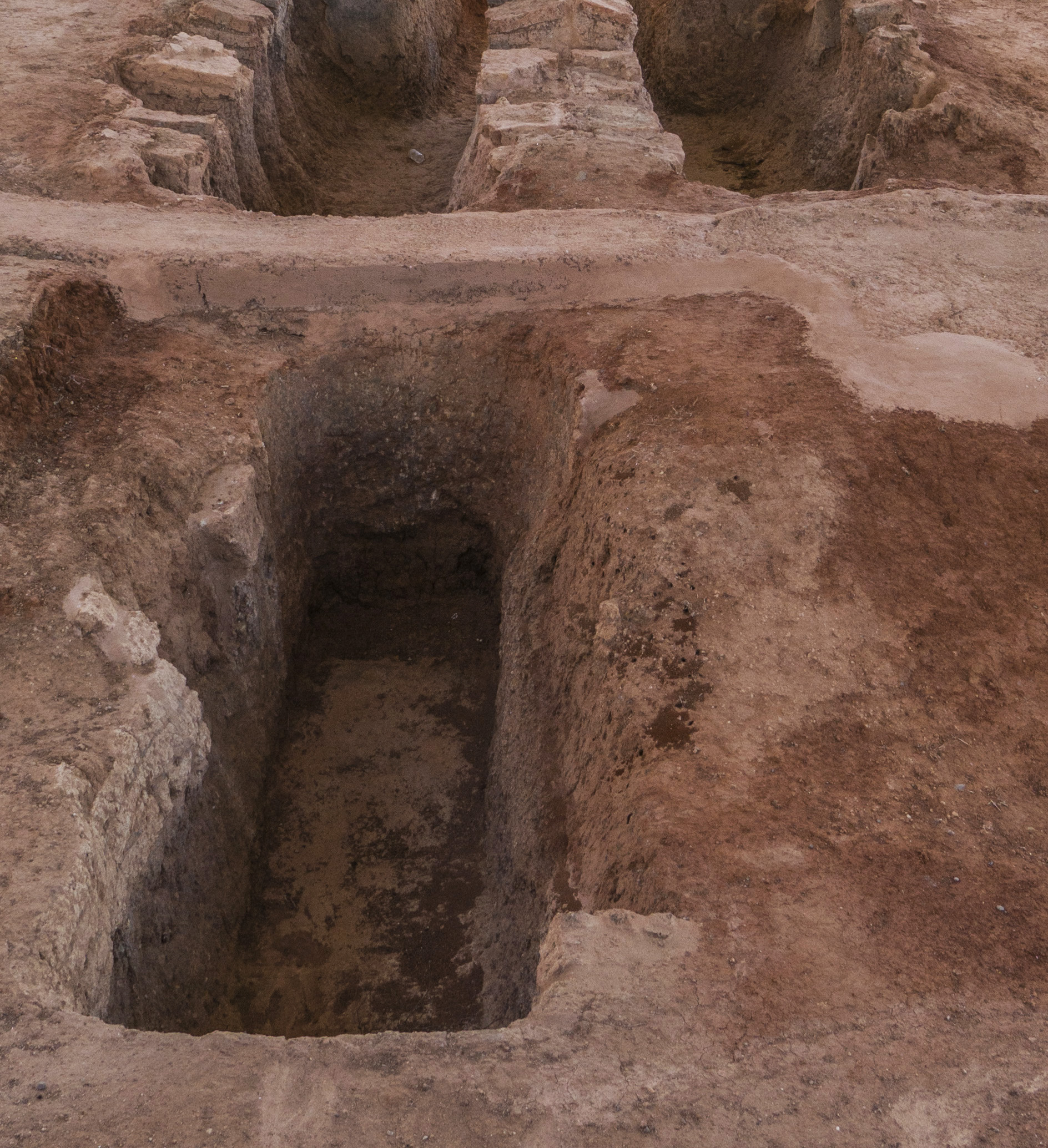
Forns de terrissa

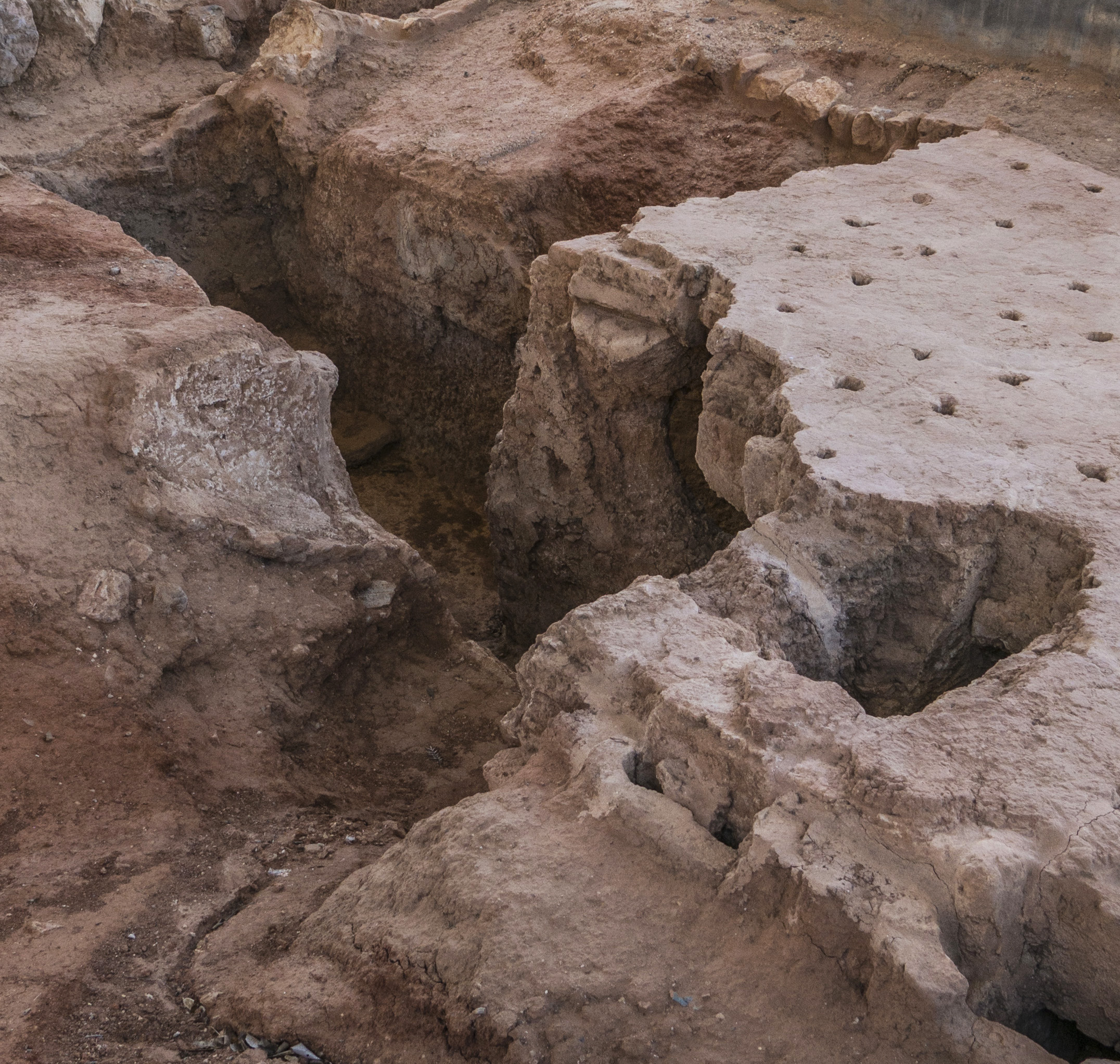
Restes de la vila romana

- Les restes d'una vila romana amb tres forns de terrissa, d'època republicana, segles I i II, fins a mitjan segle xx dC. Es troba a la vora de l'estació de metro. L'any 2014 es van realitzar obres de restauració dels forns romans, en les quals s'invertiren un total de 23.500 euros per a netejar, condicionar, restaurar i senyalitzar els forns. El jaciment va ser descobert amb la construcció de la nova estació de ferrocarril de Vila-nova de Castelló i excavat l'any 1989, cosa que va permetre documentar part de tres forns de cocció de ceràmica, una bassa de decantació d'argila i dos fosses-abocador amb abundants fragments de ceràmica.[19]
- El balneari i alberg de Santa Anna.
- El parc municipal que fou d'antuvi la platja de vies del trenet.
- Estació de Castelló de la Ribera

## Festes
Les festes més significatives són, com a tantes localitats del País Valencià, les falles i els Moros i Cristians. A més, hi ha festes patronals al principi de setembre, en honor del Santíssim Crist dels Prodigis, a la Mare de Déu dels Dolors i als Sants de la Pedra.

## Persones il·lustres
Entre les personalitats més notables de la vila, es compten els predicadors barrocs Gaspar Taengua, oncle i nebot; Francesc Franco, metge del rei Joan III de Portugal, l'il·lustrat divuitesc Vicent Ignasi Franco, i el violinista i compositor Francisco Benetó.
- Francisco Benetó (Castelló, 1877 - Lisboa, 1945), violinista i compositor.
- Agustí Murillo Barberà (Castelló, 1972), pilotari.

## Vegeu també

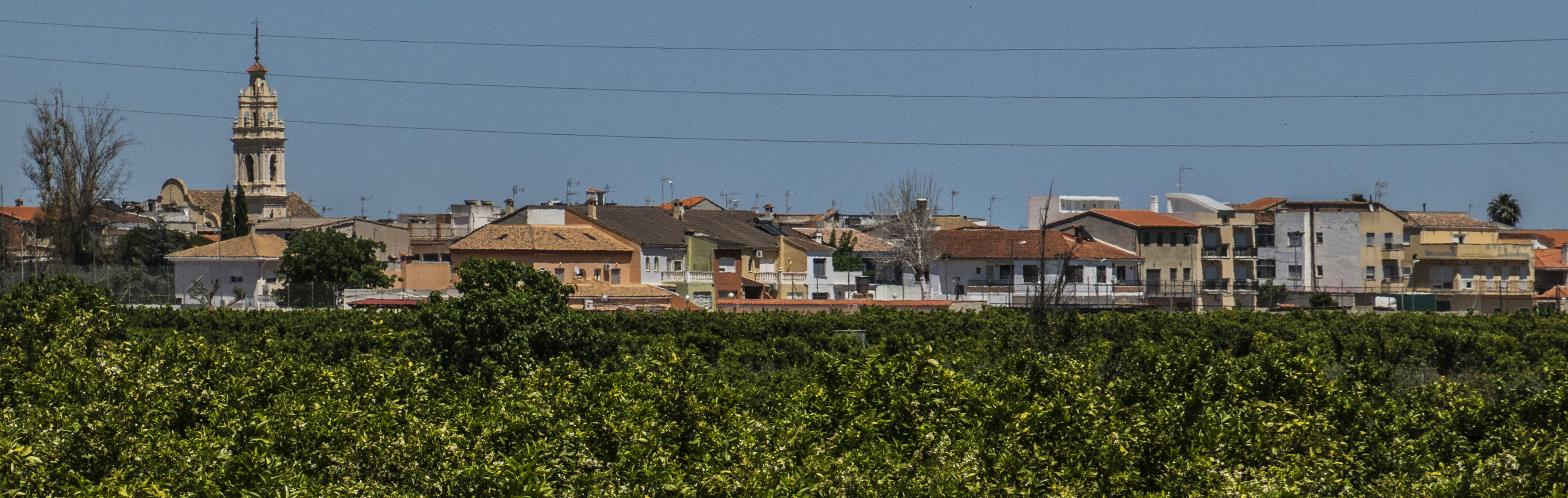
Vista panoràmica de Castelló